# Ɠ
Cette page contient des caractères spéciaux ou non latins. S’ils s’affichent mal (▯, ?, etc.), consultez la page d’aide Unicode.
Ɠ (minuscule ɠ), parfois nommée G crosse ou G crocheté, est une lettre additionnelle de l’alphabet latin. Elle est formée d’un G avec un crochet. C'est une lettre additionnelle faisant partie de l'alphabet africain de référence et est utilisée pour écrire certaines langues en Guinée comme le kpelle, le loghoma ou le pular. Elle est aussi utilisée en nobonob en Papouasie-Nouvelle-Guinée. Sa graphie minuscule est également utilisée dans l'alphabet phonétique international.

## Formes
|  | Majuscule et minuscule ; minuscule avec un crochet haut, par exemple dans le tableau de l’API de 1989.                      |
|  | Majuscule et minuscule ; minuscule avec un crochet à la hauteur de x, par exemple dans Gimson 1965 ou Wells et Colson 1971. |
|  | Majuscule et minuscule ; minuscule avec un g à boucle.                                                                      |

## Représentations informatiques
Cette lettre possède les représentations Unicode suivantes :
| formes    | représentations | chaînes de caractères | points de code | descriptions                     |
| --------- | --------------- | --------------------- | -------------- | -------------------------------- |
| capitale  | Ɠ               | Ɠ                     | U+0193         | lettre majuscule latine g crosse |
| minuscule | ɠ               | ɠ                     | U+0260         | lettre minuscule latine g crosse |